# León (escultura)

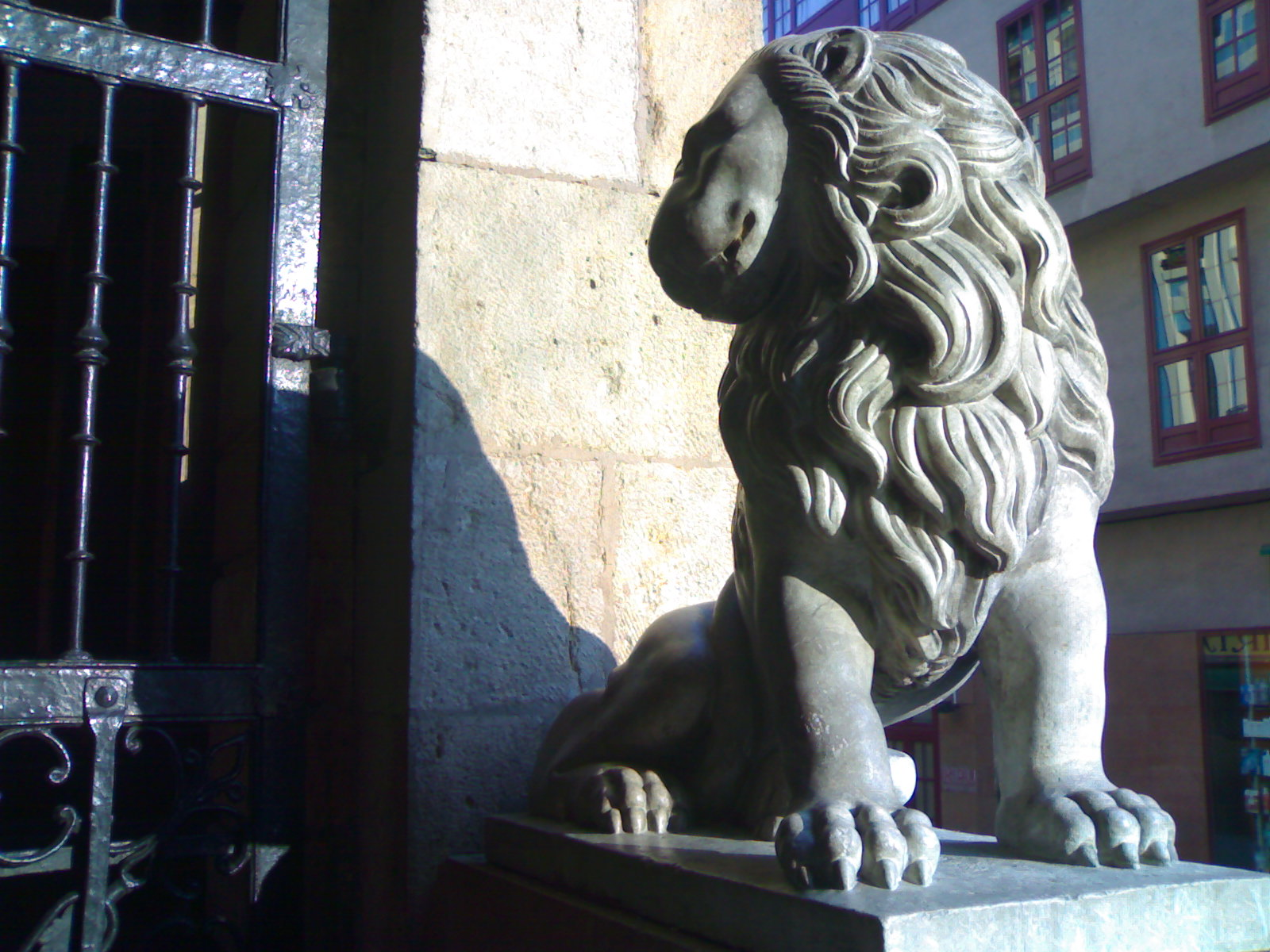
León situado junto a la puerta del ayuntamiento de Oviedo.

La escultura urbana conocida como León, ubicada en la plaza de la Constitución, en la ciudad de Oviedo, Principado de Asturias, España, es una de las más de un centenar que adornan las calles de la mencionada ciudad española.
El paisaje urbano de esta ciudad se ve adornado por obras escultóricas, generalmente monumentos conmemorativos dedicados a personajes de especial relevancia en un primer momento, y más puramente artísticas desde finales del siglo XX.
La escultura, hecha en piedra, es obra de Antonio Fernández, "Tonín", y está datada en 1804. La obra es el resultado del interés del Ayuntamiento de Oviedo a comienzos del siglo XIX de ornamentar la fuente que existía en la principal plaza de la ciudad, en aquella época. A mitad del siglo XIX, la fuente desapareció y la escultura del león fue trasladada a la puerta del Ayuntamiento en donde se puede ver actualmente.